# Lepa Ves
Lepa Ves is een plaats in de gemeente Donja Stubica in de Kroatische provincie Krapina-Zagorje. De plaats telt 458 inwoners (2001).